# Ontoteología
La Ontoteología es la ontología de Dios o la teología de ser. Se refiere a la tradición de teología filosófica conocida entre los estudiosos medievales, especialmente Duns Scotus. En otras acepciones el término hace referencia a la metafísica occidental en general.

## Kant
El término "ontoteología" fue acuñado por Immanuel Kant ligado directamente con el término cosmoteología. De modo más amplio Kant ha distinguido dos tipos generales de teología: aquella que proviene de la razón y aquella que proviene de la revelación. Dentro de la categoría de la teología racional distingue dos tipos, "teología natural" y "teología trascendental". Dentro de la teología natural, Kant distingue entre "psicoteología" y teología ética o moral. La teología trascendental o teología de base racional, él la dividió en ontoteología y cosmoteología. La ontoteología, según Kant "fue el tipo de teología trascendental característica del argumento ontológico de Anselmo de Canterbury el cual afirma que se puede conocer la existencia de un ser originario [original being, Urwesen] por medio de meros conceptos, sin la ayuda de experiencia alguna.	
El mismo Kant definió la relación entre ontoteología y cosmoteología como sigue: La teología trascendental, o bien intenta derivar la existencia del ser originario a partir de una experiencia en general (sin especificar nada más acerca del mundo al que tal experiencia pertenece) y se llama cosmoteología, o bien se cree conocer la existencia de dicho ser sin apoyo de experiencia ninguna, por medio de simples conceptos, y se llama ontoteología.
Así, Kant distingue entre la discusión orientada racionalmente (ontoteológica) y la discusión empíricamente orientada (cosmoteológica). Siguiendo la definición de Kant, filósofos y teólogos a veces utilizan las palabras "ontoteología" o "ontoteológico" para referirse a las opiniones metafísicas o teológicas de muchos filósofos racionalistas.

## Martín Heidegger
Para Martín Heidegger, la palabra ontoteología tomó un significado más amplio, algo distinto; para él la ontoteología es fundamentalmente lo mismo que la metafísica. Esto lo argumenta en Ser y Tiempo, en su posterior ensayo "El fin de la metafísica" y en su tratado sistemático sobre ontoteología "Identidad y diferencia."
Para Heidegger la ontoteología contribuye al olvido o al descuido del ser. Efectivamente, "la metafísica es onto – teo – logía, y la metafísica Occidental desde su comienzo con los griegos ha sido a la vez eminentemente ontología y teología." El problema con esta intermezcla de ontología y teología, según el análisis de Heidegger, es la razón por la que Heidegger y sus sucesores han tratado de superarla, al menos en dos aspectos.
Primero, enlazando lo filosófico con lo teológico y viceversa, la claridad de cada discurso se torna difusa. Así, la naturaleza de la filosofía, como un patrón de pensamiento desconocido y estructuralmente inescrutable, está restringida por una economía de la fe. Lo mismo ocurre con la teología, como la ciencia de la fe, testifica el misterio irreductible de sus fuentes en la revelación y el inaccesible e incomprensible propósito de su apetencia en Dios. Sin embargo, una vez que la teología llega a ser ontoteológica, aquella misteriosa fuente y propósito incomprensible se reducen al orden de los seres.
Segundo, y en un nivel más fundamental, el problema ontoteológico es parte y todo de la degeneración cabal del pensamiento Occidental y de los problemas de su cultura tecnológica. El problema es el deseo humano por la supremacía y la ontoteología contribuye a este sentimiento de superioridad en lo que respecta a "la causa primera de la filosofía" y el "ser superior" de la teología.

## Jaques Derrida
La academia contemporánea, interesada en la ontoteología, está dividida entre quienes aceptan el análisis de Heidegger y continúan con sus esfuerzos de "sobrepasar la ontoteología" y aquellos que están repensando la mirada de Heidegger y así re – imaginando las relaciones entre filosofía y teología y reconfigurando las condiciones para una filosofía teológica.
Estos académicos, quienes siguen al filósofo argelino Jaques Derrida, creen que, con o sin la palabra "ser", Heidegger escribió una teología sin Dios. Hizo exactamente aquello que dijo quería evitar.
Efectivamente, Heidegger fue cuidadoso al afirmar que su trabajo era filosófico y no teológico, y argumentó que una filosofía cristiana o una teología fenomenológica era un absurdo tal como pensar una matemática protestante. Sin embargo, por medio de algunas lecturas hechas por Derrida, la crítica heideggeriana o la "deconstrucción" de la tradición filosófica Occidental, se puede entender como portadora de algunas implicaciones filosóficas.
Desde esta perspectiva, la ontoteología no es un problema a ser superado, como tal es una inevitabilidad del pensamiento, que es imposible evitar, y que condiciona toda indagación ya sea de naturaleza teológica o filosófica, o ya sea de orientación secular. Aún Derrida sostiene en su ensayo La diferencia, que esta excede e inscribe la ontoteología.
En el ámbito de la teología, algunos destacados teólogos como Brian Ingraffia, Merold Westphal y Jean-Luc Marion, sostienen que una genuina teología bíblica de la revelación escapa del problema de la ontoteología dando prioridad a un lenguaje especialmente filosófico tal como se revela a través en las Escrituras y tal como se transmite a través de la tradición. De acuerdo con esta perspectiva el Dios de la Biblia es fundamentalmente diferente del Dios de la filosofía, y así, mientras que el problema onto-teológico algunas veces acaba en el pronunciamiento de la muerte, de la moral y metafísica de Dios, esto significa poco o nada para el retrato bíblico del Dios de la historia que inspira y faculta a la comunidad de los fieles.
	Así, muchos conceptos se han considerado como la entidad última o absoluta por debajo de toda la realidad: Forma, sustancia, esencia, alma, Geist o espíritu / mente, extensión, Dios, las mónadas se pueden considerar de alguna manera como ontoteológicos en su dependencia de la metafísica de la presencia.
	Se puede delimitar como un [cierre de la metafísica] hoy en día solo por solicitar el valor de la presencia que Heidegger ha demostrado que la determinación onto-teológico del ser.